# Ioánnis Zymvrakákis
Pour les articles homonymes, voir Zymvrakakis.
Ioánnis Zymvrakákis (1818-1913 ; en grec moderne : Ιωάννης Ζυμβρακάκης) est un militaire grec.
Il prend part à la révolte crétoise de 1866-1869, alors que l'île est toujours sous domination ottomane. Il prend la tête de cette insurrection aux côtés de Panos Koronaios et Michaíl Kórakas, et est responsable de la partie occidentale de l'île.